# كيشوبهاي باتل
كيشوبهاي باتل (24 يوليو 1928 - 29 أكتوبر 2020)، هو سياسي هندي شغل منصب رئيس وزراء ولاية كجرات الهندية في عام 1995 ومن عام 1998 إلى عام 2001. كان عضوا ست مرات في الجمعية التشريعية لولاية كجرات. كان عضوًا في حزب بهاراتيا جاناتا (BJP) منذ الثمانينيات من القرن العشرين. ترك حزب بهاراتيا جاناتا في عام 2012 وشكل حزب كجرات باريفارتان. تم انتخابه من فيسافادار في انتخابات مجلس الولاية لعام 2012 لكنه استقال لاحقًا في عام 2014 بسبب اعتلال صحته.

## روابط خارجية
- الملف الشخصي على موقع راجيا صبها
- حكومة ولاية كجرات نسخة محفوظة 9 سبتمبر 2014 على موقع واي باك مشين.